# Огнева позиция (военно дело)
Огнева позиция – участък от местност или водно пространство, зает, специално подготвен или избран за поставяне на него на огнево средство (картечница, миномет, танк, артилерийско оръдие, боен кораб, подводна лодка и т.н.) с цел максимална ефективност на огневото въздействие върху противника. От гледната точка на военната наука огневата позиция трябва да осигурява:
- зрителна връзка с командира и съседите;
- скрит от противника способ за връзка с тила;
- приемлив обзор и възможност за водене на стрелба на максимални дистанции в различни направления;
- максимално удобство за позициониране и оперативно изтегляне на въоръженията;
- добра маскировка по всяко време на денонощието[2].

## Видове огневи позиции в сухопътните войски
- Основни – за изпълнение на основните огневи задачи в най-важните периоди от бойното стълкновение с противника. Трябва да осигуряват защита при използване на оръжия за масово поразяване.
- Резервни – за водене на огън при невъзможност да се използва основната огнева позиция или при опити на противника да оцени отбранителните възможности при разузнаване с бой.
- Временни – позиции, на които не се предвижда продължителен престой на огневото средство с неговия разчет[3]; използват се за решаване на ситуационни огневи задачи, например – при непосредствена поддръжка на бойното охранение или подразделенията, отбраняващи предовата линия; за отразяване на опипващите действия на противника (например чрез разузнаване с бой) и т.н. Подготвят се с оглед при необходимост бързо преместване на огневите средства на резервните или основните огневи позиции.
- Лъжливи – за въвеждане на противника в заблуждение относно положението на основните огневи позиции. Използват се епизодично, основно – за привлечане на вниманието; за същите цели се съоръжават с умишлено нарушаване на някои от правилата за военна маскировка.
- Открити – позволяват воденето на стрелба с право мерене на далечината на действителния огън от всякакъв вид въоръжение.
- Полузакрити – имат по фронта невисоко укритие, затрудняващо воденето на стрелба с право мерене; от такива позиции се води огън с използване на прости способи за наводка (по маркер, по спомагателна точка на наводка и т.н.).
- Закрити – имат по фронта значително укритие, което не позволява на противника да е открие чрез наземно наблюдение (в т.ч. – и по светлината на изстрелите); използват се основно от минометните и артилерийските подразделения.
- Скрити – имат по фронта надеждно укритие, не допускащо откриването им от страна на противника, но допускащо воденето на огън с право мерене по предварително определени направления; използват се за воденето на флангов или кинжален огън[2].

## Особености
- Бойният устав на артилерийските войски категорично забранява използването в качество на огневи позиции на места близо до открояващи се на фона на местността предмети, които значително да опростяват противника в ориентирането и пристрелката[3].

## Галерия
| Открита огнева позиция на оръдие МТ-12 за стрелба с право мерене | Полузакрита огнева позиция за миномет М224 | Закрита огнева установка на миномет 81 mm миномет Стокс Схема на позицията | Стационарна открита огнева позиция за гранатомет АГС-17 на въртяща се опора за кръгова отбрана | Скрита огнева позиция на картечен разчет. Дълговременно огнево съоръжение (ДОТ) |